# AMD-65
AMD-65（ハンガリー語: Automata Módosított Deszant fegyver 1965）は、ハンガリーがAKMを独自に改良し、ライセンス生産したAKM-63を基に将校や空挺部隊および特殊部隊用に設計した、アサルトカービンである。

## 概要
AMD-65の基本的な内部メカニズムはAKM-63と全く同一である。ガスピストンのカバーを廃止し、銃身周りの下方ハンドガードを金属製プレス加工板金で覆い、その下面にフルオート連射時の制御性を向上させるための垂直フォアグリップを装着させている。フォアグリップは引き金後ろの握把と同じものを前後逆向きに取り付けている。
しかし、そのために、弾倉着脱時に弾倉とフォアグリップが干渉しそうになるので、必ずしも使い勝手が良いとは言えなかったため、全高を短縮化した20連発弾倉も生産された。
さらにAKM-63よりも銃身長を短縮し、銃口部分には左右に2つずつの穴が開いた大型のフラッシュサプレッサー兼用マズルブレーキを装着しているのが最大の特徴である。また、銃床は右折り畳み式となっており、その形状もセレクター兼安全装置の操作を折り畳み時にも阻害しないように設計されている。
ハンガリーでは当初、機械化部隊や空挺部隊へ配備されていたが、製造コストなどの問題からAK-63D（ハンガリー製AKMS）に更新された。その後はコンパクトさや取り回しの良さを買われて士官や車輌・ヘリ搭乗員、特殊部隊などに配備されていたが、ライフルグレネード発射能力を与えるための改良が加えられたAMP-69に更新されて退役し、カルザイ政権下で新たに編成がすすめられたアフガニスタン国家警察などに払い下げられている。

## 派生型

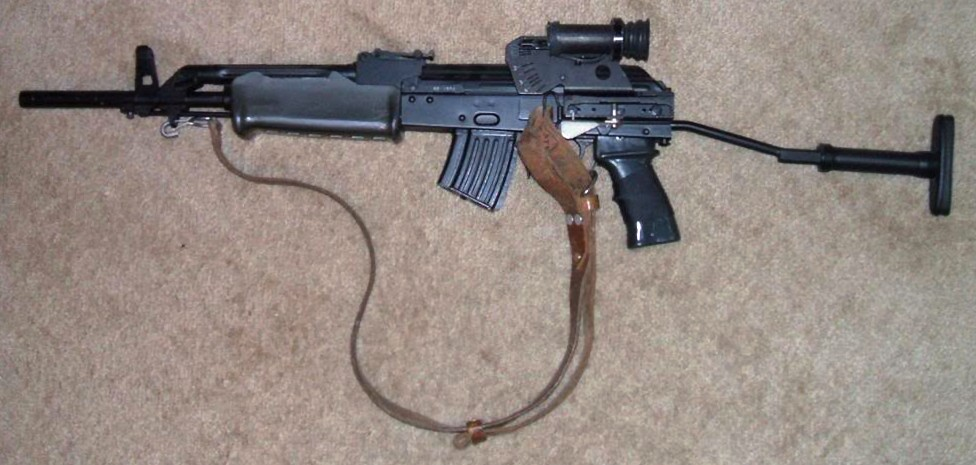
AMP-69

AMP-69（ハンガリー語: automata, módosított, puskagránátos /karabély/ 1969）
特殊部隊からの要求に基づいて、ライフルグレネードを発射可能とした改良型。AMR-69とも表記される。
銃身とガスシリンダーを繋ぐガスポート部分に発射ガス遮断器を追加したほか、銃口部分のフラッシュサプレッサーを細身のものに交換して、ソケット式のライフルグレネードを無改造で装填可能としている。
ライフルグレネードの照準器はレシーバー左側面のアリ溝式レール（Dovetail Rail）に装着するスコープ式のもので、距離に応じて傾斜をつける。また、ライフルグレネード発射用の空包を装填するための5連発マガジンも用意されている。
なお、使用可能なライフルグレネードは、対人榴弾のPGRと対装甲成形炸薬弾のPGKが存在するほか、催涙ガス弾なども用意されている。
ライフルグレネード発射時の反動を軽減するために銃床部分にはスプリング式のショックアブソーバーが組み込まれている。前部ハンドガードと本体の間にもスプリングが仕込まれており、ハンドガードを握った手が受ける衝撃を緩和する。
- AMP-69

## 配備国
- ハンガリー
- パナマ
- グルジア
- イエメン
- アフガニスタン - 主に国家警察に配備。

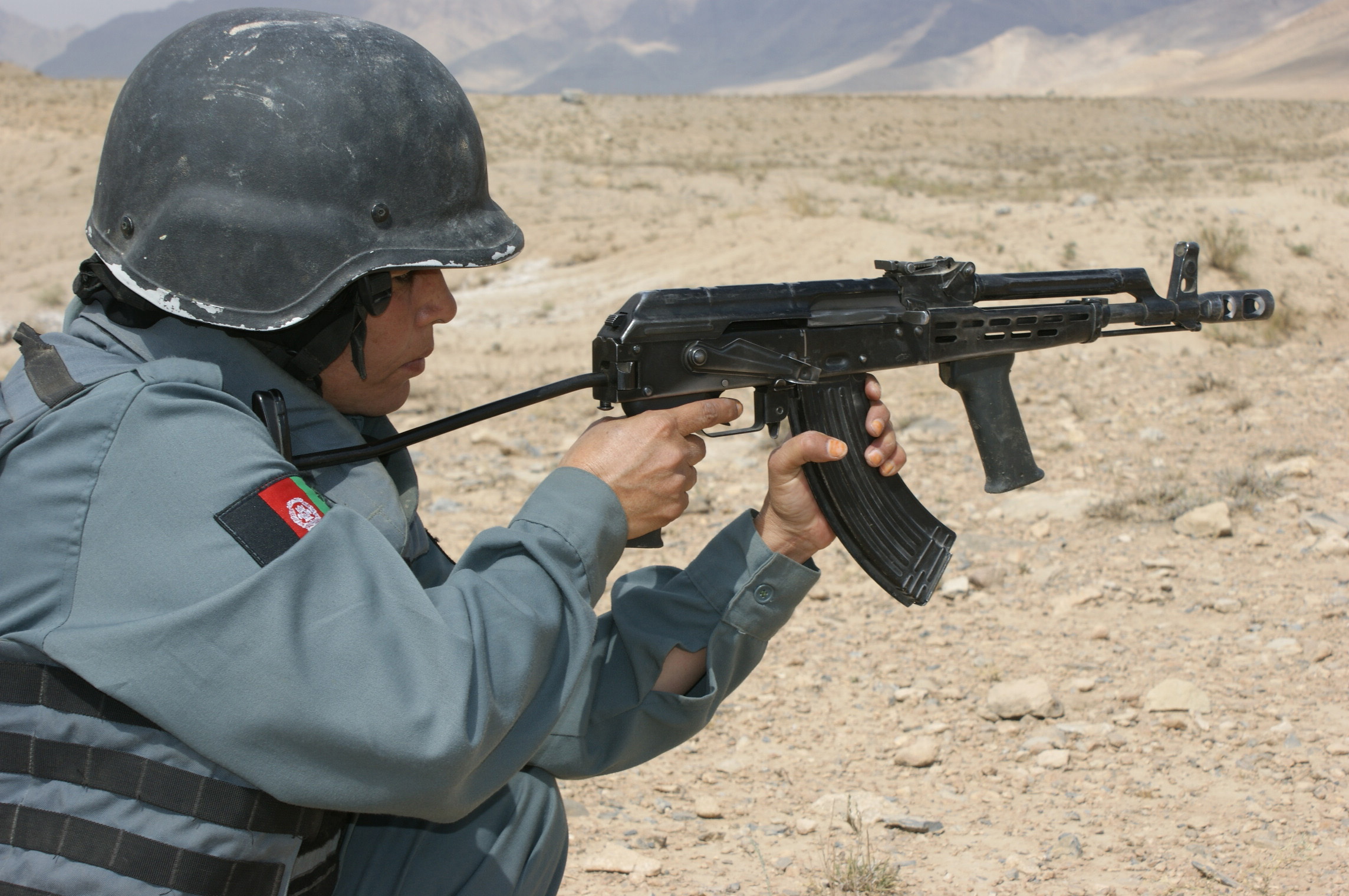
AMD-65を構える、アフガニスタン国家警察の女性警察官
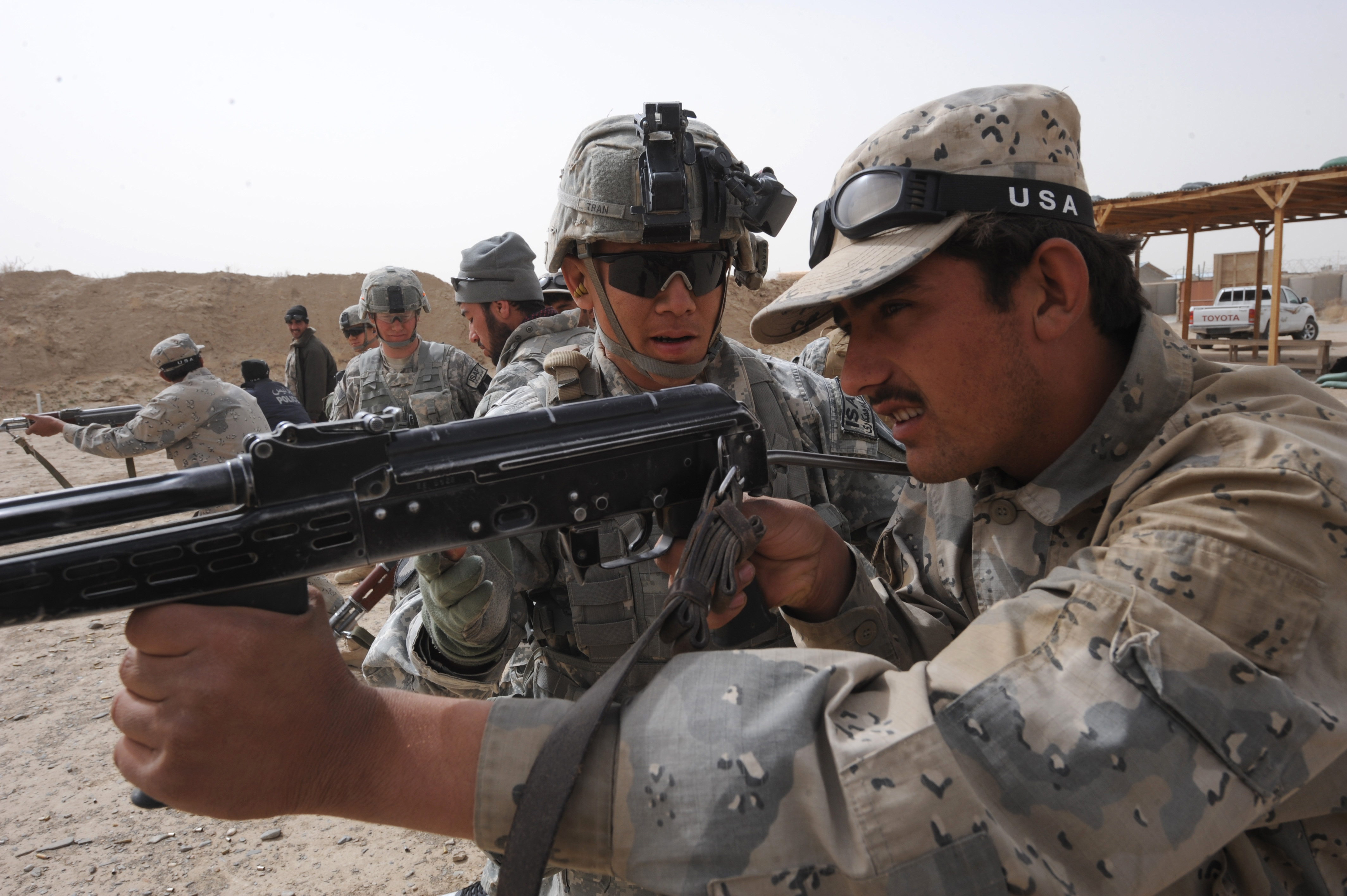
アメリカ陸軍兵士からAMD-65の構え方を指導されるアフガニスタン国境警察の警察官

## 登場作品

### 映画
『ランボー3/怒りのアフガン』
アフガニスタンで活動するソビエト連邦軍の戦車兵やヘリコプター操縦士が携帯しており、ランボーやトラウトマン大佐も奪取した物を使用する。劇中に登場するAMD-65は、射撃に空包を使用する関係上、銃口のマズルブレーキが取り外されている。
史実ではソビエト連邦軍がAMD-65を制式採用したことは無く、戦車兵やヘリ搭乗員の自衛用火器にはAKS-74もしくはAKS-74Uが選ばれていた。

### ゲーム
『Alliance of Valiant Arms』
ライフルマンのメイン武器として登場。カスタム可能であり、リロード速度は平均以上で、そこそこの連射速度と威力、高い精密性と数値に反して安定性を誇り、走り撃ちでも良好な集弾性能を保つ。また、AIMモードにしても連射速度が落ちずに射撃が可能。状況に干渉せず、かなり精密な射撃を行える。
『メタルギアシリーズ』
『MGS3』
山猫部隊がAMD-63のカービンバージョンを使用している。
『MGSPW』
「ADM-65」という名称で登場。オプションパーツはないが、そのおかげで取り回しも良好で威力も高く、反動の制御性も良好。開発ランクは4と5があり、特定のミッションの条件を満たしてクリアすることで設計図が手に入る。派生前としてADM-63がある。